# 해리슨 A. 윌리엄스
해리슨 알링턴 "피트" 윌리엄스 주니어(Harrison Arlington "Pete" Williams Jr., 1919년 12월 10일 ~ 2001년 11월 17일)은 미국의 정치인으로 미국 뉴저지주 연방상원의원이다.

## 학사
- 오벌린 칼리지 인문사회 학사
- 조지타운 대학교
- 컬럼비아 대학교 법학학사

## 경력
- 1953.11 ~ 1957.01 제83·84대 미국 뉴저지 제6선거구 연방하원의원
- 1959.01 ~ 1979.01 제86·87·88·89·90·91·92·93·94·95·96·97대 미국 뉴저지주 연방상원의원

## 역대 선거 결과
| 선거명        | 직책명                      | 대수 | 정당   | 득표율 | 득표수      | 결과 | 당락                   |
| ------------- | --------------------------- | ---- | ------ | ------ | ----------- | ---- | ---------------------- |
| 1953년 재선거 | 하원의원 (뉴저지 제6선거구) | 83대 | 민주당 | 50.77% | 68,871표    | 1위  | 뉴저지주 하원의원 당선 |
| 1954년 선거   | 하원의원 (뉴저지 제6선거구) | 84대 | 민주당 | 56.05% | 85,784표    | 1위  | 뉴저지주 하원의원 당선 |
| 1958년 선거   | 상원의원 (뉴저지 제1부)     | 86대 | 민주당 | 51.39% | 966,832표   | 1위  | 뉴저지주 상원의원 당선 |
| 1964년 선거   | 상원의원 (뉴저지 제1부)     | 89대 | 민주당 | 61.91% | 1,677,515표 | 1위  | 뉴저지주 상원의원 당선 |
| 1970년 선거   | 상원의원 (뉴저지 제1부)     | 92대 | 민주당 | 54.02% | 1,157,074표 | 1위  | 뉴저지주 상원의원 당선 |
| 1976년 선거   | 상원의원 (뉴저지 제1부)     | 95대 | 민주당 | 60.66% | 1,681,140표 | 1위  | 뉴저지주 상원의원 당선 |